# Doumely-Bégny

Doumely-Bégny este o comună în departamentul Ardennes din nordul Franței. În 1 ianuarie 2022 avea o populație de 78 de locuitori.